# Свята Фінляндії
Свята Фінляндії (фін. Suomen juhlapäivät) — офіційні святкові дні у Фінляндії, встановлені парламентом.
Офіційні свята можна поділити на християнські та нехристиянські. Основні християнські свята — Різдво, Новий рік, Богоявлення, Великдень, Вознесіння Господнє, День Святої Трійці, Свято літнього сонцестояння і День усіх святих. Нехристиянські — Травневий день і День незалежності Фінляндії.

## Державні свята Фінляндії
У ці дні не працюють державні установи, багато приватних фірм і банки — фіни люблять відзначати свята. Найвеселіші й найрадісніші для них — 1 травня та Іванів день.
- 1 січня — Новий рік
- 6 січня — Хрещення (Лоппіайнен)
- Березень-квітень — Страсна п'ятниця, Великдень
- 1 травня — Ваппу — Свято весни і праці
- Травень (40 день після Пасхи) — Підніс
- Травень—червень (50 день після Пасхи, неділя) — Трійця
- В суботу між 19 і 25 червня — День фінського прапора
- 22—24 червня — Іванів день
- 1 листопада — День усіх святих
- 6 грудня — День незалежності
- 24—26 грудня — Різдвяні свята